# Pleuroprucha pyrrhularia
Pleuroprucha pyrrhularia är en fjärilsart som beskrevs av Heinrich Benno Möschler 1890. Pleuroprucha pyrrhularia ingår i släktet Pleuroprucha och familjen mätare. Inga underarter finns listade i Catalogue of Life.